# 岩泉線
岩泉線（日语：／ Iwaizumi sen */?）曾經是一條岩手縣宮古市的茂市站與同縣下閉伊郡岩泉町的岩泉站，屬於東日本旅客鐵道（JR東日本）的鐵路線（地方交通線）。
此線在山田線的茂市站分岔，第二次世界大戰中耐火煉瓦的原料，為了耐火粘土的輸送而建設的路線，日本國有鐵道（國鐵）時代獲選為特定地方交通線第2次廢除對象線區，但由於並行道路未有維護，以替代道路未整備為理由與名松線一同排除在廢除對象以外。2010年7月31日發生了山泥傾瀉導致發生脱軌事故，自此全線停運，2012年3月30日JR東日本放棄鐵路復舊，宣佈繼續由巴士輸送的方針，2013年11月8日提出廢除通知，2014年4月1日廢除。

## 概要
岩泉線同山田線在茂市車站分歧，并连接至岩泉站，为一条盲腸線，每日仅有3对运行于全线的列车和1对区间运行的列车运行。在《鐵道統計年報》平成15年度（2003年）版中记载其輸送密度为85人。虽然岩泉站附近拥有龍泉洞等觀光地，但觀光客大多使用盛岡和三陸鐵道小本車站開出的巴士，而較少經岩泉線前往。

## 路線資料
- 管轄（事業類別）：東日本旅客鐵道（第一種鐵道事業者）
- 路段（營業距離）：茂市站－岩泉站 38.4公里[7]
- 軌距：1067毫米
- 軌道等級（日语：線路等級）
  - 茂市站－宇津野站：乙線[8]
  - 淺內站－岩泉站：丙線[9]
- 站數：9個（包括起終點站）[7]
  - 若只限屬於岩泉線的車站，排除起點的茂市站（屬於山田線[10]）則為8個。
- 複線路段：沒有（全線單線）
- 電氣化路段：沒有（全線非電氣化（日语：非電化））
- 閉塞方式：Staff閉塞式
可交會車站：沒有（全線1閉塞）
- 最高速度：85公里/小時
- 運轉指令所（日语：運転指令所）：盛岡綜合指令室（運轉處理是茂市站）

全線由盛岡支社管轄。

## 使用車輛
- 停駛前的車輛
  - KIHA110系100番台 - 盛岡車輛中心所屬
- 過去的車輛
  - Kiha52型
  - Kiha58系

在岩泉线开业初期，曾运行客车和货车一同联结的混合列车，并由宫古机关区的C58型蒸汽机车牵引:80。
1961年2月，岩泉线开始导入柴联车。1983年时，岩泉线使用的是搭载了2台驱动用发动机，隶属于盛冈客货物车区的Kiha 52型。之后，岩泉线亦有在1990年代开行仅由盛冈客车区的Kiha 52型或Kiha 52型同Kiha 58系混编的2节编组列车。
之后的2007年，岩泉线开始改用转自水郡線，隶属于盛冈车辆中心的Kiha 110系。
此外，所有列车皆未实施一人控制。

## 歷史

### 全通
岩泉线的计划最早出现在于1922年公布的改正铁道敷设法另表第8号规定的预定线“岩手县小鸟谷经葛卷至袰野附近铁道及落合附近分歧至茂市铁道”:79。该预定线计划和同样于袰野沿三陆海岸建设的预定线“岩手县久慈经小本至宫古铁道”（别表第6号）连接:79。
原本由于岩泉线的重要性较低，并无立刻建设的希望:79。然而，在第二次世界大战爆发后，因炼瓦的需求激增，政府开始开采位于小本川上流的耐火炼瓦原料的耐火粘土。为运输粘土，国铁建设了自山田線的茂市站至浅内站的铁路线。
在开通时，该线的线路名为小本線。1942年6月25日，茂市至岩手和井内站的区间率先开通:79。岩手和井内至押角站的区间随后于1944年7月20日开通，此时岩手和井内站以远的区间仅进行货物运输。之后至浅内站的延伸工程虽然亦有继续，但并未在第二次世界大战中开通，因此耐火粘土不得不先依靠索道运输至押角站。同时，小本线亦承担木材的运输:79。
在战争结束后，线路延伸的工程继续推进。1947年11月25日，伴随押角隧道的开通，在隧道出口处设置了宇津野站，同时开通了押角站 - 宇津野站的区间:79。与此同时，岩手和井内站 - 宇津野站也开始运送旅客:79。之后的工程曾短暂中断，但宇津野站 - 浅内站区间随后于1952年被纳入了新开工的24个线区之中:80，并于1957年5月16日开通至浅内，同时宇津野站被废除:80。
尽管在浅内延伸区间开通之后，计划建设的区间便已基本完成。然而，岩泉町以“铁路如不开通至町的中心地带便无意义”为由，积极开展了建设运动。作为这场运动的结果，余下的浅内站 - 小本站（现时的岩泉小本站）于1961年5月被指定为调查线，并于1962年3月升格为工事线:80。
在此之后，日本铁道建设公团于1968年1月开始建设浅内站 - 岩泉站区间:80，并于1972年2月6日通车:80。同时，路线名亦被改为“岩泉線”。延伸区间仅运输旅客（包括大、小件行李的运送）:80，而货物运输则仅到浅内站为止。
在延伸至岩泉站后，虽然由于观光旅客的增加，乘车人数亦有所上升:80，但在1975年以后，旅客运输量每年都在不断下降。

### 特定地方交通線
1980年，伴随国铁再建法的颁布，沿线居民开始为寻求岩泉线的保留和岩泉站 - 小本站区间的开工发起运动。由于岩泉线在1977年度至1979年度之间的运输密度为平均667人/日，符合特定地方交通線的标准，因此于1982年被指定为第2次特定地方交通线。此外，茂市 - 浅内的货物运输也于同年11月15日废除。
受此影响，为确认同岩泉线并行的国道340号是否足以用作巴士替代道路，岩手縣、新里村和岩泉町:78决定租用国铁巴士进行试跑:78。沿线居民组成的团体亦租下了4辆巴士以进行验证:78。1982年12月24日，由5辆巴士和数辆轿车组成的车队进行了实验:78。然而，由于当时的国道340号的大量区间宽度在4m以下，并未得到拓宽，因此在和卡车交会时，会产生诸多不便:78。因此，当地自治体认为岩泉线不应被转换为巴士:78。然而，国铁提出了相反意见。国铁方面认为，国道340号能够满足作为代替道路的需求:78。
由此，岩手县于1983年3月15日向运输大臣提出了反对废除岩泉线的意见书:82。之后，运输省对国道340号进行了实地考察，最终于1984年6月保留了废除包括岩泉线在内的6条线路的批准。1985年8月，岩泉线和名松線被决定推迟废除，而国铁亦决定撤回岩泉线的废除申请。由此，岩泉线得以继续保存。
在之后的1986年运行图调整中，由于岩泉线的运行班次数被削减，使得新里村内无法使用铁路通学作为铁路的代替，岩手县北自动车于同年3月3日开始运行茂市 - 和井内的巴士线路。另外，由于所有在日间运行的列车都于1992年被废除，岩泉自动车运输遂开通了连接岩泉的市街地与岩手大川站的巴士。

### 存废问题
然而，岩泉线的使用人数继续减少。1995年时，岩泉线沿线人口约为2万人，此时岩泉线的日乘坐人数约为186人，被讽刺为“不像铁路运输人数的数据”，而同年的每公里运输密度则为94人/日。另外，此时的岩泉和盛岡市之间有JR巴士东北和岩手县交通共通运行的早坂高原線连接，全程用时2小时27分钟，而岩泉至宮古市亦可通过陆中海岸线经三陆铁道在1小时内到达，实际上岩泉线仅对岩泉町和岩手大川站附近的地区起到了作用。
1995年，JR东日本盛冈支社向沿线自治体提出召开关于岩泉线今后的研讨会。尽管JR方面并未宣布废除岩泉线的决定，但沿线自治体认为这一邀请很可能是“废除通告”。由于山田線的存废问题同样需要警惕，沿线各自治体设立了“宫古广域圈铁道对策协议会”，并向JR东日本提出了改善铁路运行图和提速的要求。1996年，沿线自治体向JR东日本提出了将岩泉线转换为第三部门铁路的提案。1997年，沿线居民团体更是表明在国道340号上开行大型观光存在安全性问题。
然而，岩泉线的运输人员仍然持续减少。直至2009年时，岩泉线的运输密度已经下降至46人/日，位列JR东日本的全67条在来线、JR集团全路线和含私营铁道、第三部门铁道在内的全铁路线中的最末位。
此外，行驶于岩泉站 - 小本站（现时的岩泉小本站）的陆中海岸线于2003年4月1日，伴随JR巴士东北岩泉营业所的撤退而废除，移交至岩泉自动车运输「岩泉町民巴士」。

### 灾害不通
2010年7月31日，押角站 - 岩手大川站区间，位于茂市站起点23.965 km的位置发生了山体滑坡，导致列车脱轨，这使得岩泉线不得不长期停止运行。
2012年3月30日，JR东日本提出由于无力恢复岩泉线的运行，将以巴士替代岩泉线的方针。但是，由于岩手县一方认为恢复运行的费用仍然有压缩空间，双方的协商因此难以进行。尽管JR东日本已于2013年9月5日正式传达了废除岩泉线的决定，然而自治体仍然要求JR东日本保留线路。
之后，JR东日本于同月9日提出将协助整修国道340号，岩手县亦对这一方案进行了研究。由于意识到废线已然无可避免，岩手县遂提出利用岩泉线的押角隧道改良押角峠的道路。同年11月中旬，在根据宫古市、岩泉町的情况对方案作出了最终调整以后，JR东日本、岩手县、宫古市、岩泉町于7日正式达成了协议，并于翌日向国土交通省递交了废除申请。在于2013年12月19日听取了沿线的意见后，国土交通省同意将废除日由2014年1月8日延期至4月1日。
自JR东日本于1987年4月1日成立以来，除转换至第三部门的线路以外，岩泉线是自1997年10月1日信越本線横川站 - 轻井泽站以后，第2条废除的线路，亦是首条全线废除的线路。另外，岩泉线亦未能举办废除仪式。
另外，在岩泉线停止运行期间，沿线委托了当时本社位于岩泉町的东日本交通运行替代巴士线路。在岩泉线废除后，开设了巴士线路“茂市岩泉线”。

### 年表
- 1942年（昭和17年）6月25日 【開業】小本線茂市 - 岩手和井內 (10.0km) 【車站新設】岩手刈屋、岩手和井內
- 1944年（昭和19年）7月20日【延伸開業】岩手和井內 - 押角(5.8km) （仅货物营业）【車站新設】（貨）押角
- 1947年（昭和22年）11月25日 【延伸開業】押角 - 宇津野(4.5km) 【旅客營業開始】岩手和井內 - 押角 【車站新設】宇津野 【貨運車站→一般站】押角
- 1948年（昭和23年）11月26日 【災害不通】全線
- 1949年（昭和24年）3月5日 【營業再開】全線（復原）[7]
- 1957年（昭和32年）5月16日 【延伸開業】宇津野 - 淺內(10.9km) 【車站新設】岩手大川、淺內 【車站廢止】宇津野[1]
- 1966年（昭和41年）10月1日 【車站新設】中里[7]
- 1972年（昭和47年）2月6日 【延伸開業】淺內 - 岩泉(7.4km)开业（仅旅客营业） 【車站新設】二升石、岩泉 【营业距离修改】岩手大川 - 淺內(-0.2km) 【線名改稱】岩泉線[1]
- 1982年（昭和57年）
  - 11月15日 【貨物營業廢止】茂市 - 淺內[1]
  - 11月22日 作为特定地方交通線第二次废除对象線区申请批准废除[1]
- 1985年（昭和60年）8月2日 以代替道路未整備為理由保留廢止决定[7]
- 1986年（昭和61年）4月1日 岩手和井內、淺內車站無人化，茂市 - 岩泉間一閉塞化（人工閉塞化）[7]
- 1987年（昭和62年）4月1日 【承繼】東日本旅客鐵道[7]
- 2003年（平成15年）10月11日 快速「Kiha52、58岩泉號」开始運行（至13日）。
- 2008年（平成20年）
  - 7月24日 【災害不通】全線（岩手縣北部沿岸地震）
  - 7月25日 【營業再開】全線（復原）
- 2010年（平成22年）
  - 7月31日 坍方導致列車出軌，全線停駛
  - 8月1日 以接駁巴士代替行駛。
- 2011年（平成23年）
  - 3月11日 發生東日本大地震，接駁巴士停駛至3月20日
- 2012年（平成24年）
  - 3月20日 由於完全修復需耗資130億日元，且旅客人數逐年下滑，營業收入無法支應支出。JR東日本計畫廢止此線，完全改以巴士行駛[25]。
- 2013年（平成25年）
  - 9月5日 向地方传达废除决定[24]
  - 11月7日 與地方自治體溝通之後，最终达成废除岩泉线的协议[26]
  - 11月8日  JR東日本宣佈將向國土交通大臣提交废除岩泉線的申請。[27]
- 2014年（平成26年）
  - 1月8日 申请将废除日期延期[5][6]
  - 4月1日 全线 (38.4 km) 废除，改由巴士行駛以維持當地交通需求。

## 运行形态
在岩泉线开业初期，每日共有5对列车运行，全部都为混合列车:80。在1945年1月的时刻表中，有1对班次被削减:80。1947年3月，班次数量被削减至每日3对，但于1952年恢复了每日5对列车的运行模式:80。
在1961年2月导入柴联车后，岩泉线于1963年2月实现了旅客列车柴联车化，全程运行时间由1.5小时降低至50分钟左右:80。在旅客列车柴联车化的同时，还设置了2对货物列车。在此之后，运行形态并未发生大的改变。但由于货物列车经常不运行，因此在1976年以后将货物列车由2对缩减至1对，并在1982年11月15日的运行图调整中废除了剩下的1对:80。另外，由于该运行图不利于对茂市站至盛冈方向的换乘，因此受到了沿线居民的差评:82。此外，岩泉线还曾设置过将开向岩泉站的下行列车的编组在岩手和井内站分离，随后转为上行列车并行驶至山田線津轻石站的班次，但这一班次的开设时间不详:81。
在1986年3月的运行图调整中，为了提高效率，原本5对列车被缩减至3对，同时设置了1对在岩手和井内站折返的区间列车。之后，亦设置了1对在日中行驶的临时列车（周一除外）。尽管该临时列车于1988年升格为定期列车，但仍然于1992年3月的运行图调整中被废除。
由于所有中间站的待避线皆被撤去，无法进行列车交会，因此全线仅有1个闭塞，无法增加列车班次。
代行巴士在2012年3月17日的运行图调整中设置了以下班次：
- 宮古站 - 茂市站 - 岩手和井内站 - 岩泉站 ： 早间上行1班、傍晚1对
- 茂市站 - 岩手和井内站 - 岩泉站 ： 早间下行2班、傍晚1对
- 岩手和井内站 → 茂市站 ： 早间上行1班

2014年4月1日开始，由东日本交通运行的替代巴士路线连接茂市站 - 岩泉病院，其中每日茂市站 - 岩泉病院共有4班、岩泉病院 - 茂市站共有3班、和井内 - 茂市站共有1班运行。另外在宇津野 - 浅内之间设置了自由乘降区间。

## 利用状況
在宇津野站开通时的1955年，全线年旅客输送量约51万7千人，货物运输量约14万4千吨:80。
在线路延伸至岩泉后，旅客运输量于1975年达到了顶峰的61万7千人:80。然而，随后这一数字不断下降。到国铁分割民营化后的1989年，年旅客运输量仅有11万8千人，并于1995年跌至8万9千人。
货物运输量在1960年创下了最高纪录，年运输量约18万吨:80。然而，在货物运输废除前一年的1981年度，年运输量仅有1万7千吨:80。

## 車站列表
所有列車都是普通列車（停靠所有車站），所有車站都位於岩手縣內。
截至1983年可進行列車交會的車站有岩手和井內站與淺內站，配置站員的車站也是這2個站，貨物列車廢除後岩泉線內不再有列車交會。1986年減便以後，線內再也沒有可交會車站，全線只有1個閉塞路段。
| 中文站名   | 日文站名 | 英文站名 | 站間營業距離 | 累計營業距離 | 開業日         | 廢除日        | 接續路線                                 | 所在地                      |
| ---------- | -------- | -------- | ------------ | ------------ | -------------- | ------------- | ---------------------------------------- | --------------------------- |
| 茂市       |          |          | -            | 0.0          | 1934年11月6日  |               | 東日本旅客鐵道：山田線（有直通至宮古站） | 宮古市 （舊下閉伊郡新里村） |
| 岩手刈屋   |          |          | 4.3          | 4.3          | 1942年6月25日  | 2014年4月1日  |                                          | 宮古市 （舊下閉伊郡新里村） |
| 中里       |          |          | 2.9          | 7.2          | 1966年10月1日  | 2014年4月1日  |                                          | 宮古市 （舊下閉伊郡新里村） |
| 岩手和井內 |          |          | 2.8          | 10.0         | 1942年6月25日  | 2014年4月1日  |                                          | 宮古市 （舊下閉伊郡新里村） |
| 押角       |          |          | 5.8          | 15.8         | 1944年7月20日  | 2014年4月1日  |                                          | 宮古市 （舊下閉伊郡新里村） |
| 宇津野     |          |          | 4.5          | 20.3         | 1947年11月25日 | 1957年5月16日 |                                          | 下閉伊郡岩泉町              |
| 岩手大川   |          |          | 5.0          | 25.3         | 1957年5月16日  | 2014年4月1日  |                                          | 下閉伊郡岩泉町              |
| 淺內       |          |          | 5.7          | 31.0         | 1957年5月16日  | 2014年4月1日  |                                          | 下閉伊郡岩泉町              |
| 二升石     |          |          | 2.8          | 33.8         | 1972年2月6日   | 2014年4月1日  |                                          | 下閉伊郡岩泉町              |
| 岩泉       |          |          | 4.6          | 38.4         | 1972年2月6日   | 2014年4月1日  |                                          | 下閉伊郡岩泉町              |

全部車站皆不設綠色窗口。

## 轶事
实际上，在岩泉线废除之前，“铁路迷为制霸全国而乘坐”曾是该线旅客乘坐的一大理由。为此而来的旅客几乎全部都仅在拍照完后，并不下车就直接返回。此外，由于连接线路的关系，大多数人会先在附近的宫古市内暂住一晚，然后再集中于始发车乘车。

## 本路線為舞台的作品
- 『おちばおちばとんでいけ』 - 茂市久美子
- 『岩泉』 - 小倉沙耶
- 『鐵子之旅』 - 菊池直惠

## 關連項目
- 日本鐵路線一覽